# Ueno-Park

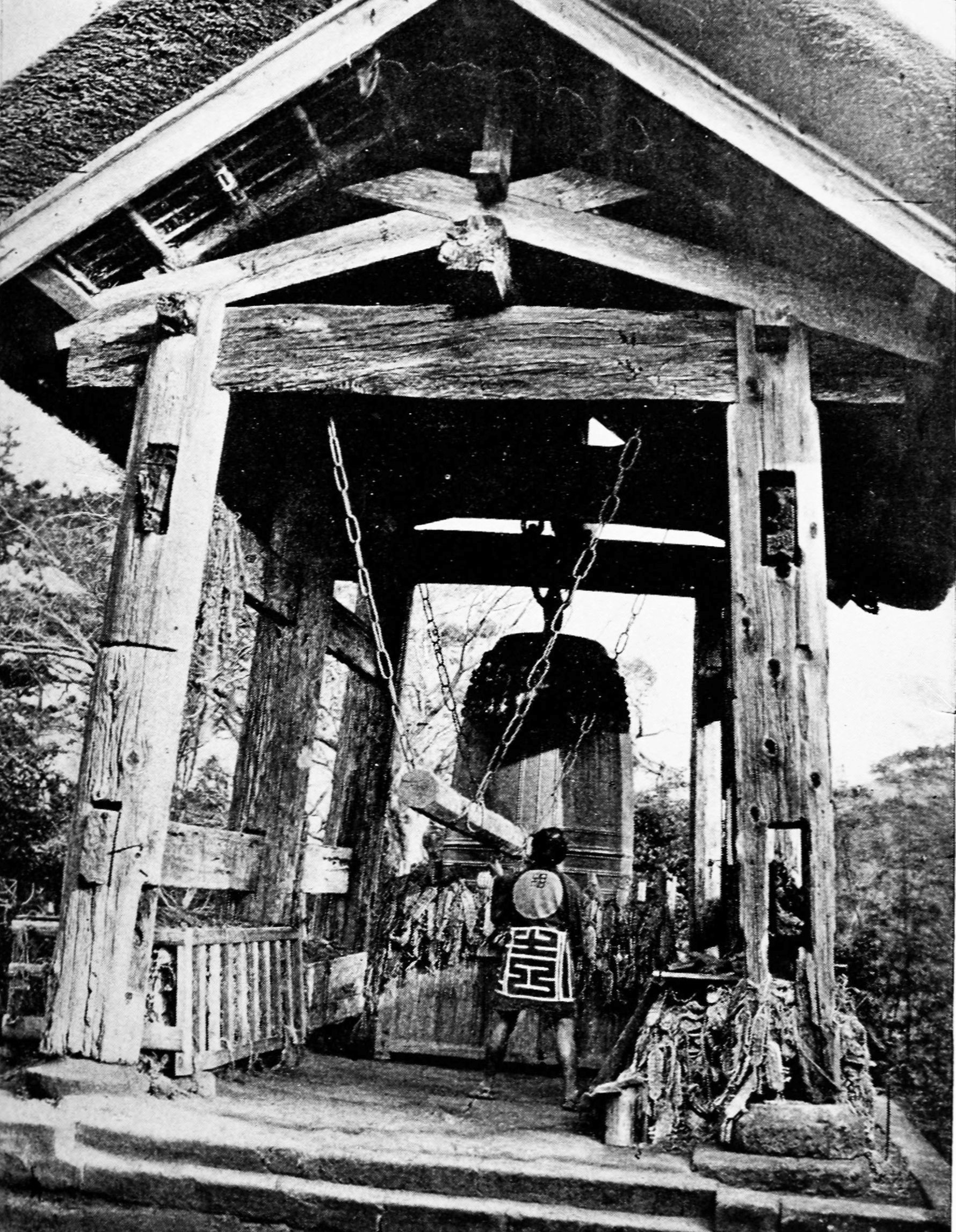
Die Glocke von Ueno (1893)

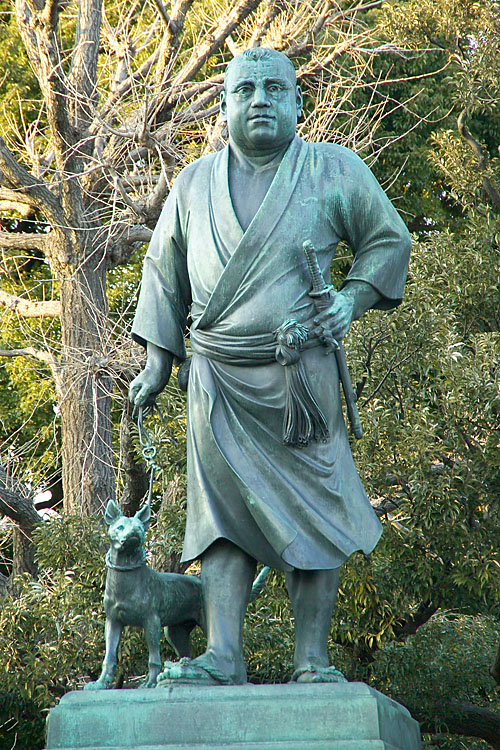
Statue des Saigō Takamori mit Hund von Takamura Kōun

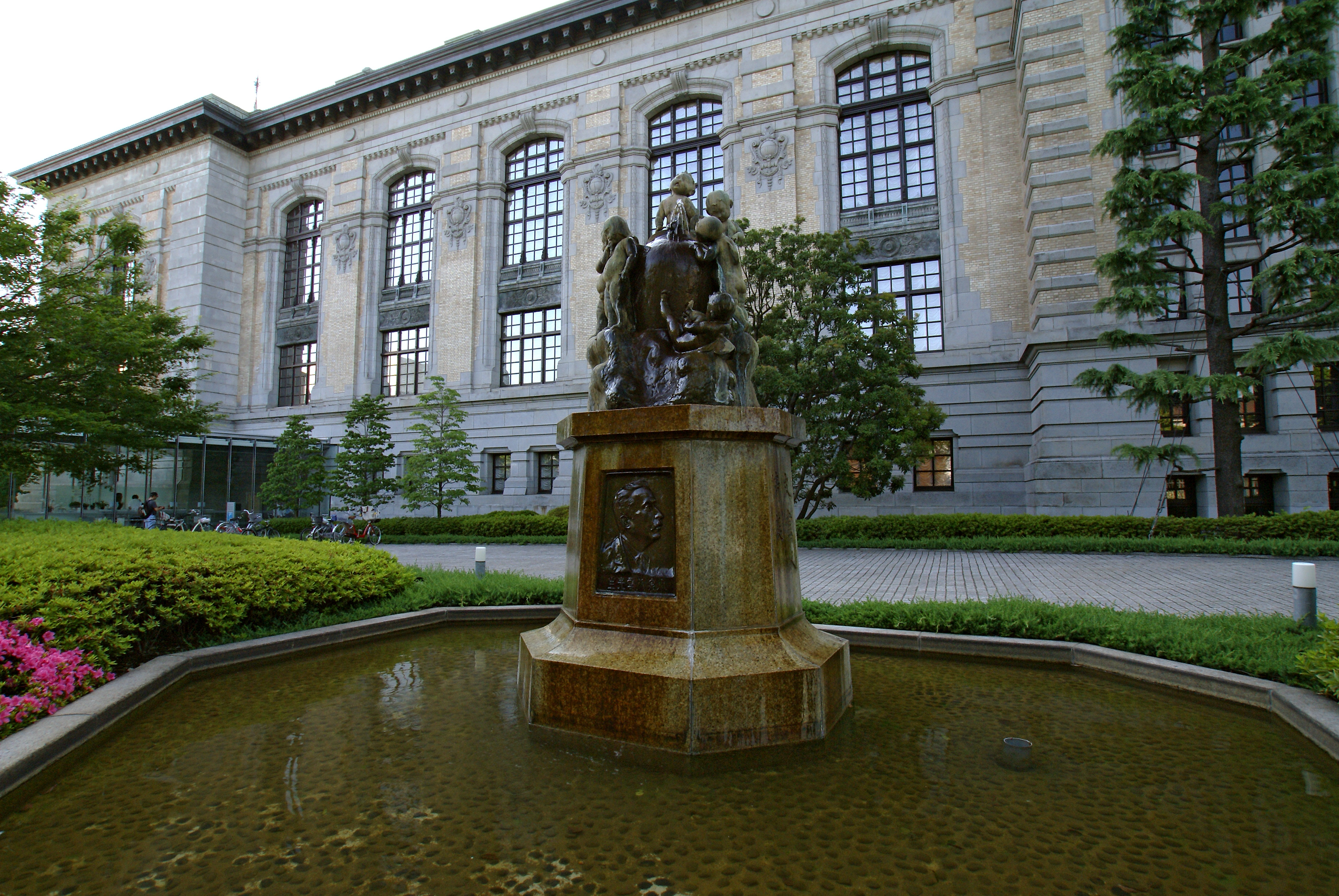
„Internationale Bibliothek der Kinder“

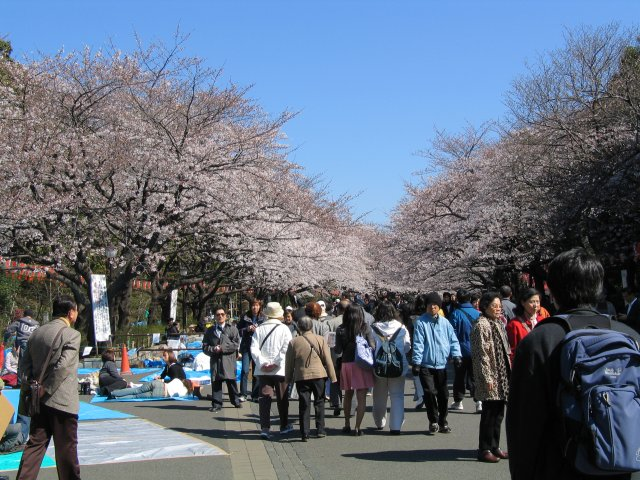
Ueno-Park während des Kirschblütenfestes.

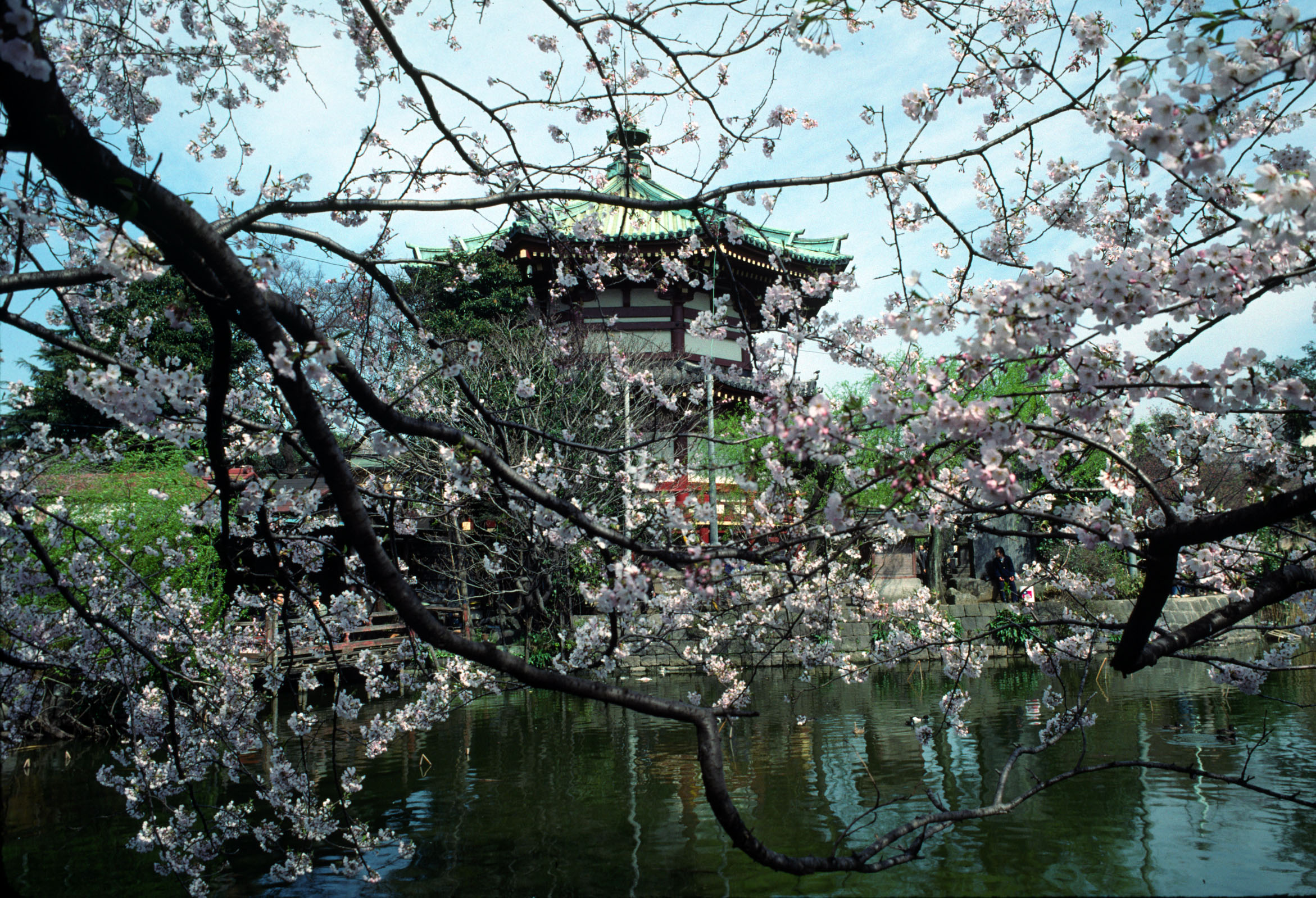
Benzaiten-Schrein mit japanischer Blütenkirsche im Ueno-Park.

Der Ueno-Park (jap. 上野公園, Ueno Kōen) ist eine weitläufige, öffentliche Parkanlage, die im Tokioter Stadtbezirk Taitō liegt. Der Park umfasst das Gelände des ehemaligen Tempels Kan’ei-ji (寛永寺), der in enger Verbindung zu den Tokugawa-Shōgunen stand. Diese erbauten den Tempel auf einem Hügel in Anlehnung an den Tempelberg Hiei-zan im Nordosten von Kyōto als symbolischen Schutz der Edo-Burg. Der alte Name des Hügels war Shinobu-ga-oka (忍ヶ岡).

## Entstehungsgeschichte
Nachdem die Tempelanlage während des Boshin-Krieges 1868 weitgehend zerstört worden war, beschloss 1873 die Regierung, auf dem Gelände einen Park zu errichten, der dann 1876 eröffnet werden konnte. 1882 wurde das Nationalmuseum und der Tiergarten eröffnet. 1890 kam der Park unter die Verwaltung des Kaiserlichen Hofamtes, das ihn 1924 im Namen des Taishō-Tennō der Stadt Tokyo überließ. Der offizielle Name des Parks lautet daher Ueno Onshi Kōen (上野恩賜公園), was wörtlich übersetzt „Ueno-Kaiserliches-Geschenk-Park“ bedeutet.

## Sehenswürdigkeiten
Aus der Edo-Zeit sind einige Bauwerke erhalten geblieben. An erster Stelle sind zu nennen die fünfstöckige Pagode des Kan’ei-ji und der Ueno Tōshōgū. Weiter befindet sich dort der im Shinobazu-Teich gelegene Benzaiten-Schrein, der Gojō-Tenjinja (五條天神社) mit seinen Inari-Fuchsstatuen in einer künstlichen Grotte. Eine winzige, am Hang gelegene Kiyomizu Kannon-dō erinnert an ihr Vorbild, den Kiyomizu-dera in Kyōto. Auf dem Gelände befindet sich auch ein (restaurierter) Glocken-Turm, dessen Glocke in der Edo-Zeit die Zeit angab. Sie ist in einem Haiku von Basho verewigt, auf Deutsch etwa:

「花の雲 鐘は上野か 浅草か」

„Hana no kumo / kane wa Ueno ka / Asakusa ka“

„Eine Wolke von Blumen / Die Glocke, ist’s Ueno / oder gar Asakusa?“

Aus der Meiji-Zeit stammt der älteste Bau (1881) des Nationalmuseums, die Kaiserliche Bibliothek und das in den letzten Jahren restaurierte Konservatorium.
Später kamen dazu weitere Bauten des Nationalmuseums, das Nationalmuseum der Naturwissenschaften, das auf Planungen von Le Corbusier beruhende, 1959 eröffnete Nationalmuseum für westliche Kunst, das Kunstmuseum der Präfektur Tokio sowie der von Maekawa 1961 erbauten Tōkyō Bunka Kaikan mit seinen Sälen (Großer Saal 2303 Plätze, Kleiner Saal 649 Plätze), in denen Konzert- und Theater-Aufführungen stattfinden. Die Universität der Künste befindet sich ebenfalls auf dem Ueno-Hügel. Dort befindet sich auch die Kuroda Kinen-dō, die an den Maler Kuroda Seiki erinnert.
Eine Statue, die Saigō Takamori zeigt, wie er seinen Hund spazieren führt, erinnert an den einflussreichen Samurai und Anführer der Satsuma-Rebellion von 1877, der posthum begnadigt wurde. Etwas oberhalb befindet sich ein Denkmal, das an den Shōgitai erinnert, die Tokugawa-treue Truppe, die 1868 bei der Beschießung des Kan’ei-ji vernichtet wurde.
Im Norden des Parks befindet sich der Ueno-Zoo.
Der Ueno-Park mit seinen Museen ist ein beliebtes Ausflugsziel und einer der drei, vier größeren Plätze innerhalb Tōkyōs, wo das Hanami, die kurze Kirschblüte, im geselligen Beisammensein unter den blühenden Bäumen gefeiert wird.
Der Park und seine Umgebung spielen eine bedeutende Rolle in der japanischen Dichtung, unter anderem in dem Roman Gan (dt.: Die Wildgans) von Mori Ōgai.